# Gintaras Šileikis
Gintaras Šileikis (ur. 16 maja 1960 w miejscowości Užulėnis koło Wiłkomierza) – litewski pedagog, polityk i działacz kulturalny, samorządowiec, poseł na Sejm Republiki Litewskiej (1996–2008).

## Życiorys
Po ukończeniu szkoły średniej w Poniewieżu w 1978, podjął naukę w Wileńskim Instytucie Pedagogicznym, którego absolwentem został w 1984. Pracował jako nauczyciel historii w szkole średniej w Dobejkach koło Oniksztów (1984–1987), później był m.in. inspektorem rejonowego domu kultury w Poniewieżu oraz pracownikiem spółdzielni Lyvis.
W 1990 objął stanowisko dyrektora muzeum krajoznawczego w Poniewieżu, którym kierował przez sześć lat. W tym samym roku został po raz pierwszy wybrany do lokalnej rady miejskiej, której przewodniczącym był od 1990 do 1991. W wyborach samorządowych z 1995 utrzymał swój mandat.
W 1996 wybrano go posłem na Sejm Republiki Litewskiej z listy Litewskiego Związku Centrum. W parlamencie zaangażował się w pracę w komisji oświaty, nauki i kultury. W 2000 ponownie wszedł w skład rady miejskiej w Poniewieżu. W tym samym roku obronił swój mandat poselski, startując w okręgu wyborczym nr 27 Poniewież Zachodni z nominacji centrystów. Podjął działalność w komisjach oświaty, nauki i kultury oraz praw człowieka, której wiceprzewodniczącym był w latach 2003–2004. W 2004 po raz trzeci dostał się do Sejmu z tego samego okręgu wyborczego z poparciem Związku Liberałów i Centrum.
Od 1993 do 2003 pełnił funkcję przewodniczącego oddziału LCS w Poniewieżu, a w latach 2000–2003 był wiceprzewodniczącym partii. Od 2003 zaangażowany w działalność Związku Liberałów i Centrum jako członek jej zarządu krajowego oraz przewodniczący oddziału w Poniewieżu. Po rozłamie w LiCS w 2006 przyłączył się do secesjonistów z Ruchu Liberalnego Republiki Litewskiej. Został wybrany partii oraz klubu poselskiego LRLS.
W 2008 bezskutecznie ubiegał się o reelekcję, uzyskując 14,46% głosów w I turze. W 2011 uzyskał mandat radnego miejskiego, utrzymał go również w 2015 jako kandydat niezależny. W 2019 nie został ponownie wybrany (kandydował z listy Związku Ojczyzny).

## Odznaczenia
- Medal Niepodległości Litwy – 2000[5]
- Medal Rady Bałtyckiej – 2003[6]
- Order Zasługi – Norwegia